# Zagrebačka banka
Zagrebačka banka d.d. es el mayor banco de Croacia, propiedad del banco con sede en Milán UniCredit.

## Descripción general
Zagrebačka banka fue formado en 1977, con la intención de conceder préstamos a compañías locales, asumiendo algunos activos y operaciones anteriores, incluyendo de la Caja de Ahorros de la Ciudad de Zagreb. A finales de la década de 1980 fueron fusionados de nuevo para formar la primera sociedad anónima bancaria de la antigua RFS de Yugoslavia.
Fue el primer banco croata en ser enteramente privatizado en 1989 y el primero en cotizar en la bolsa de valores de Zagreb en 1995. En marzo de 2002, ZABA fue adquirido por el Grupo UniCredit italiano. Como el banco más grande del país, sus activos suponen el 25% de los activos totales del sector bancario croata, y sus servicios son utilizados por 80.000 empresas y 1,1 millón de ciudadanos. Permanece como una de las 24 compañías incluidas en el índice bursátil de referencia CROBEX.